# Ryan Suzuki
Ryan Suzuki (né le 28 mai 2001 à London, dans la province de l'Ontario, au Canada) est un joueur professionnel canadien de hockey sur glace. Il évolue au poste de centre.

## Personnel
Il est le frère cadet de l'attaquant de la LNH Nick Suzuki. 

## Statistiques

### En club
| Saison    | Équipe            | Ligue |    | Saison régulière | Saison régulière | Saison régulière | Saison régulière | Saison régulière |   | Séries éliminatoires | Séries éliminatoires | Séries éliminatoires | Séries éliminatoires | Séries éliminatoires |
| Saison    | Équipe            | Ligue | PJ | B                | A                | Pts              | Pun              | PJ               | B | A                    | Pts                  | Pun                  |                      |                      |
| 2017-2018 | Colts de Barrie   | LHO   | 64 | 14               | 30               | 44               | 10               | 12               | 1 | 3                    | 4                    | 2                    |                      |                      |
| 2018-2019 | Colts de Barrie   | LHO   | 65 | 25               | 50               | 75               | 14               | -                | - | -                    | -                    | -                    |                      |                      |
| 2019-2020 | Colts de Barrie   | LHO   | 21 | 5                | 18               | 23               | 16               | -                | - | -                    | -                    | -                    |                      |                      |
| 2019-2020 | Spirit de Saginaw | LHO   | 23 | 13               | 22               | 35               | 8                | -                | - | -                    | -                    | -                    |                      |                      |
| 2020-2021 | Wolves de Chicago | LAH   | 26 | 5                | 5                | 10               | 2                | -                | - | -                    | -                    | -                    |                      |                      |
| 2021-2022 | Wolves de Chicago | LAH   | 34 | 7                | 7                | 14               | 20               | -                | - | -                    | -                    | -                    |                      |                      |
| 2022-2023 | Wolves de Chicago | LAH   | 50 | 13               | 19               | 32               | 18               | -                | - | -                    | -                    | -                    |                      |                      |

### En équipe nationale
| Année | Compétition                          |   | PJ | B | A | Pts | Pun               |  | Résultat |
| 2017  | Défi mondial -17 ans                 | 6 | 3  | 4 | 7 | 2   | Médaille d'argent |  |          |
| 2018  | Hlinka-Gretzky -18 ans               | 5 | 1  | 7 | 8 | 4   | Médaille d'or     |  |          |
| 2019  | Championnat du monde moins de 18 ans | 5 | 0  | 1 | 1 | 0   | 4e place          |  |          |
| 2021  | Championnat du monde junior          | 7 | 2  | 2 | 4 | 0   | Médaille d'argent |  |          |